# Zonas protegidas de Victoria
Victoria es el más pequeño de los estados de Australia. Contiene 1.966 zonas protegidas que ocupan un área de 33.780 km² (14,84 % del territorio del estado). 36 de estas zonas son parques nacionales, con un área de 25.774 km² (11,32 % del territorio del estado).
Los parques son manejados por Parques Victoria, una organización del gobierno estatal.